# 黔南民族师范学院
黔南民族师范学院，是中华人民共和国的一所全日制公办师范类本科大学，位于贵州省黔南布依族苗族自治州都匀市，学校也在独山县设有校区。学校由贵州省人民政府举办，并由贵州省教育厅主管。
黔南民族师范学院历史可以追溯到1952年；2000年3月28日，黔南民族师范专科学校、黔南教育学院、都匀民族师范学校三校合并成立了黔南民族师范学院，成为都匀市第一所本科大学。除传统优势的教育学专业外，黔南师院也开设文学、理学、法学、经济学、历史学、管理学、工学、艺术学、农学等领域的专业，为一所具有师范性、民族性、地方性办学特色的综合性应用型大学。

## 历史沿革
黔南民族师范学院肇始于1952年成立的都匀师范学校；1958年9月，中共中央及國務院發出《關於教育工作的指示》，提出要多快好省地發展教育事業，贵州省也出現大辦教育熱潮，都匀师范学校也在此时升格为都匀师范专科学校，其招生和毕业分配机制均由黔南州主管。1961年，学校裁撤，改为黔南州中学教师进修学校，承担黔南州在职初中教师进修培训工作。
1961年，都匀师范专科学校改为黔南中学教师进修学校。文化大革命期间，学校一度停办；1975年，黔南中学教师进修学校改建为黔南五七师范大学，主要招收社来社去的工農兵學員。
文化大革命结束后，1978年，黔南五七师范大学转设为黔南民族师范专科学校，主要为黔南州等地培养合格的师资:699。1993年，黔南民族师范专科学校更名为黔南民族师范高等专科学校。2000年3月28日，中华人民共和国教育部决定黔南民族师范高等专科学校、黔南州教育学院和都匀民族师范学校合并建立本科层次的黔南民族师范学院，学校建制延续至今；该校也由此成为贵州省第一所由专科学校升格为本科大学的地方高校。
2014年，黔南民族师范学院在黔南州独山县设立分校区，成为独山大学城建立以来入驻的首座本科大学。

## 现况

### 院系設置
黔南民族师范学院为一所多科系的应用型师范类高等院校，长期承担着为贵州省中小学培养合格教师的任务；学校有资格为研究生、本科生、少数民族预科生、专科生、留学生提供教育培训。学校开设了超过50个本科专业，分布在文学与传媒学院、历史与民族学院、旅游与资源环境学院、外国语学院、数学与统计学院、物理与电子科学学院、化学化工学院、计算机与信息学院、体育学院、生物科学与农学院、音乐舞蹈学院、美术学院、教育科学学院、经济与管理学院、马克思主义学院等17个二级学院内。自2011年获得教育学硕士专业学位授予权以来，学校逐步建立了以教育学为主的研究生人才培养机制。

### 科研
黔南民族师范学院结合黔南州民族众多、磷矿资源丰富的特点，建立了地方民族文化与教育研究中心、地方民族文化与教育研究中心、牙舟陶实验室、贵州少数民族文化传承发展研究中心、磷化工工艺实验室等一些科研机构，并为水书、牙舟陶艺等贵州在地文化遗产的保护做出了一定贡献。学校也因为积极保护传承少数民族文化而被评为“全国民族团结进步示范高校”、“贵州省少数民族传统体育文化研究基地”、“贵州省少数民族传统体育训练基地”。